# Desoria germanica
Desoria germanica is een springstaartensoort uit de familie van de Isotomidae. De wetenschappelijke naam van de soort is voor het eerst geldig gepubliceerd in 1961 door Huether & Winter.